# 寻羊冒险记
《寻羊冒险记》是日本作家村上春樹所做的第3部长篇小说，发表于1982年，曾获得野间文坛新人奖。该作品是《鼠的三部曲》的最后一部（另外两部是《聽風的歌》和《一九七三年的彈珠玩具》）。
大陆出版的译本由林少华翻译，台湾及香港出版的译本则由赖明珠翻译。
该作品是作者第一部够规模的长篇小说，而且在本作中作者第一次引入了复杂而引人入胜的情节。作者之前的两部小说情节都相当简单。这部小说也是作者创作风格成熟的标志。
在作品中作者创造了一个非现实的角色“羊”。关于这个角色的象征意义有许多猜测，但据作者本人说他自己也不清楚。但无疑的是小说中包含了一些反资本主义的思想。
后来作者又有一部小说《舞！舞！舞！》，可以说是《寻羊冒险记》的後日談。

## 情节
“我”的翻译事务所事业蒸蒸日上，已经介入了广告业和出版业。和我结婚四年的妻子和我离婚了，她说因为“和你一起哪里也到达不了”。其后我在广告业务中使用了几张耳朵的照片，被照片吸引，找到的耳朵的主人——一个身兼出版社校对员、高级应召女郎和耳朵模特（耳朵漂亮得“摧枯拉朽”）三职的女孩（作品中没有提及女孩的名字，在《舞！舞！舞！》中女孩被称为“喜喜”）。不久我们就同居了。女孩儿平时都把耳朵藏起来，只有和我做爱的时候才会露出来给我看。
我的朋友“鼠”离群索居，给我写信，要求“我”回故乡代他向相知的酒吧老板杰和过去的女友道别。随信寄来的还有一张风景照，上面有山、草地和羊群，具体不知道拍照的地点，只知道在北海道。他要我把照片让很多人看到。我把照片用在了广告里。不久以后，一个广告业和政界的右翼巨头（在作品中被称为“先生”）的秘书找到“我”，逼迫“我”在一个月内找到照片里的一头背上有星纹的羊。原因是“先生”已经病危，而这只羊对“先生”非常重要。
在整个日本寻找一只羊似乎非常困难，“我”的女友似乎预知到了羊的事情，和我一起踏上了寻羊的旅途。我们来到札幌，开始的搜寻一无所获，后来无意中发现所投宿的海豚宾馆中也有相似的照片，原来旅店主人的父亲是羊博士，当年曾是农林省业务官僚，在中国东北考察羊类饲养时，被羊进入体内。羊在利用羊博士到达了日本以后离去，羊博士因此变成了性情古怪的“羊壳”。之后羊进入了“先生”体内，并利用之建立了一个幕后控制整个日本的庞大王国。
羊博士曾经在照片上的牧场里养羊，根据他的指点，我和女友在北海道偏僻的十二瀑布镇附近的深山中找到了照片中那个牧场。在那个牧场中有属于鼠的父亲的别墅，当“我”来到别墅时那里的一切都井井有条，感觉鼠一周前還在，现在却不知去向，于是“我”决定在别墅住下等待。之后遇到了神秘的羊男，我的女友也在羊男的劝说下不辞而别，对我却闪烁其辞。“我”屡次追问羊男鼠的去向都一无所获。直到接近“先生”的秘书定的期限的一个晚上，我不得已发怒，誓言要离开，在黑暗中鼠终于出现了。那只是鼠的灵魂，它说羊进入了他的体内，因此他决意自杀，以免受羊的操纵，并且要求“我”第二天设置好钟后面的装置之后下山。
次日“我”依鼠的要求接好了钟后的装置后步行下山，在半山遇见了“先生”的秘书，并由“先生”的司机驱车送上离开的火车。当火车开动时，山上传来爆炸声并腾起黑烟。之后我再次回到故乡，向杰转达了鼠的最后致意，然后一个人坐在四周的大海已经被填掉盖了房子的旧防波堤上失声痛哭。